# Björn Olgeirsson
 Björn Olgeirsson (* 23. Februar 1962 in Húsavík) ist ein ehemaliger isländischer Skirennläufer.

## Karriere
Björn Olgeirsson nahm an den Olympischen Winterspielen 1980 und Slalom- und Riesenslalomrennen teil. Beide Male schied er vorzeitig aus.